# 星屑の狙撃手
「星屑の狙撃手」（ほしくずのスナイパー）は、国生さゆりの5枚目のシングル。1987年3月11日発売。発売元はCBSソニー。

## 解説
おニャン子クラブ在籍時最後に発表されたシングル。本人の希望によってジャケットにモノクローム写真を使い、大人のイメージを強調した。
「狙撃手」にちなみ、跪いて銃を構える振り付けを取り入れた。フジテレビのバラエティ番組『とんねるずのみなさんのおかげです』内で、石橋貴明がコントの脈絡に関係なく唐突に真似をしたことがある。

## チャート成績
オリコンチャート2位を獲得した。

## 収録曲

### 7インチ・レコード

#### SIDE A
1. 星屑の狙撃手
作詞：秋元康、作曲・編曲：後藤次利

#### SIDE B
1. こわれた太陽
作詞・作曲：Holly Knight,Bernie Taupin、日本語詞：秋元康、編曲：難波正司
  - 原曲はエイス・ワンダー「浮気なテディ・ボーイ」（When The Phone Stops Ringing）

### シングルカセット

#### SIDE A
1. 星屑の狙撃手（歌入り）
2. 星屑の狙撃手（カラオケ）

#### SIDE B
1. こわれた太陽（歌入り）
2. こわれた太陽（カラオケ）

## 収録作品
※オリジナル・アルバム未収録
- GOLDEN☆BEST 国生さゆり SINGLES

星屑の狙撃手
- TRANSIT
- 国生さゆり ベスト・コレクション
- おニャン子クラブ A面コレクション Vol.4

こわれた太陽
- おニャン子クラブ B面コレクション Vol.4